# Битка за Аламо
Битка за Аламо (23. фебруар — 6. март 1836) је била преломни тренутак Тексашке револуције. Након тринаестодневне опсаде, мексичке трупе под председником генералом Антониом Лопезом де Санта Аном су напали мисију Аламо код Сан Антонија де Бексара (данашњи Сан Антонио). Сви тексашки браниоци су погинули, а међу њима и Дејви Крокет. Суровост Санта Ане током битке је инспирисала многе Тексашане — као и тексашке насељенике и авантуристе из САД — да ступе у тексашку војску. Вођени жељом за осветом, Тексашани су поразили мексичку војску у бици код Сан Хасинта 21. априла 1836. чиме је окончана револуција.
Неколико месеци раније, Тексашани су истерали све мексичке војнике из мексичког Тексаса. Око 180 Тексашана је било стационирано у Аламу. Тексашка војска је нарасла након што је стигло појачање будућих заповедника Алама Џејмса Боувија и Вилијама Б. Тревиса. На дан 23. фебруара 1500 Мексиканаца је умарширало у Сан Антонио де Бексар у првој фази похода да се поврати Тексас. Следећих десет дана обе војске су се упустиле у неколико чарки са минималним губицима. Свестан да његов гарнизон неће одолети нападу такве велике војске, Тревис је написао више писама, молећи за појачање и залихе, али је стило мање од 100 војника.
У раним сатима 6. марта, мексичка војска је напала Аламо. Након што су одбили два напада, Тексашани нису могли да одбију и трећи напад. Када су мексички војници освојили зидине, већина тексашких војника се повукла у зграде у унутрашњости тврђаве. Браниоце који нису успели да се повуку побила је мексичка коњица док су покушавали да побегну. Између пет и седам Тексашана се можда предало, али су били брзо погубљени. Многи сведоци наводе да је погинуло између 182 и 257 Тексашана, док се већина историчара слаже да је погинуло или рањено од 400 до 600 Мексиканаца. Неколико небораца је послато у Гонзалез да рашире вести о тексашком поразу. Вести су изазвале навалу да се ступи у тексашку војску, али и панику услед које су тексашка војска (већином насељеници) и влада нове Републике Тексас побегли од наступајуће мексичке војске.